# Kiillinnguyaq
Kiillinnguyaq, anteriormente península de Kent,  es una gran península, casi totalmente rodeada de agua, localizada en el Ártico canadiense en la parte continental de Nunavut. Si no fuera por un istmo de unos 8 km en la esquina sureste, sería una larga isla paralela a la costa. Desde el istmo se extiende 169 km hacia el oeste en el golfo de la Coronación. Al norte está el estrecho de Dease y luego la isla Victoria; al oeste, el golfo de la Coronación y, al este, el golfo de la Reina Maud. El cabo Flinders marca el extremo occidental de la península, el cabo Franklin está en la punta noroeste y el cabo Alexander, el punto noreste.
El extremo occidental da frente a la bahía de Walker; y en la costa interior meridional, se encuentran, de oeste a este, el estrecho de Taryunnuaq, la bahía de Parry, la bahía de Warrender y el Elu Inlet, en la parte más cercana al istmo.

## Historia
Históricamente, el subgrupo Umingmuktogmiut de los inuit de Cooper tenía una comunidad permanente en Umingmuktog, en la costa occidental de la península. Un punto de referencia para los primeros exploradores fue el cabo Turnagain o punta Turanagain, ubicado a unos 40 km al noreste del cabo Flinders, cerca del cabo Franklin, a aproximadamente 68°36′30″ N 108°18′30″ O. 
En 1821, John Franklin llegó a la punta desde el oeste, en el punto más al norte de la desastrosa expedición Coppermine y luego regresó. En 1838, Thomas Simpson casi llegó al mismo punto, pero fue bloqueado por hielo y tuvo que caminar 160 km al este. En 1839, la costa estaba limpia de hielo y Simpson siguió toda la costa hacia el este.